# Villa Rachmaninow

Villa Senar mit Park und Bootshaus, Luftaufnahme von Werner Friedli, 1948

Die Villa Rachmaninow oder Senar in Hertenstein in der Schweizer Gemeinde Weggis war in den Sommermonaten der Jahre 1932 bis 1939 der Wohnsitz des russischen Komponisten, Pianisten und Dirigenten Sergei Rachmaninow. Er selber nannte sein Anwesen am Ufer des Vierwaldstättersees «Senar», ein Akronym, bestehend aus den Namen Sergei und Natalia Rachmaninow.

## Geschichte
Rachmaninow erwarb 1930 das Grundstück im Gebiet Zinne in Hertenstein und liess ein bestehendes Gebäude abreissen. Mit dem Bau der Villa samt Nebengebäude und Bootshaus beauftragte er die Architekten Alfred Möri und Karl Friedrich Krebs. Die damals hochmodernen Gebäude im Stil des Neuen Bauens wurden in den Jahren 1931 bis 1933 erstellt.
Für die Gestaltung des weitläufigen Parks waren erhebliche Geländeanpassungen und der Bau einer Stützmauer nahe dem Seeufer notwendig. Im Bootshaus war das Motorboot Rachmaninows untergebracht, mit dem er Luzern in etwa 15 Minuten erreichen konnte. Zum gehobenen Lebensstil der Bewohner «Senars» gehörten auch exklusive Autos mit Fahrer.
Während der Zeit am Vierwaldstättersee entstanden unter anderem zwei seiner späten Werke: Die Rhapsodie über ein Thema von Paganini op. 43 und die 3. Sinfonie op. 44.
1939 endete der letzte Aufenthalt Rachmaninows in der Schweiz kurz vor dem Ausbruch des Zweiten Weltkriegs. Er kehrte in die USA zurück, wo er 1943 starb. «Senar» verblieb in Familienbesitz und wurde im Verlauf der Jahrzehnte durch Rachmaninows jüngere Tochter Tatjana und deren Sohn Alexander bewohnt, der 2012 starb.
Die Villa und das Nebengebäude befinden sich heute noch nahezu im Originalzustand. Auch die ursprüngliche Innenausstattung ist noch weitgehend erhalten. Im Studio steht seit 1934 der Konzertflügel, eine überlange Spezialanfertigung, die Rachmaninow zu seinem 60. Geburtstag 1933 von Steinway & Sons geschenkt erhielt. Das Archiv enthält über 500 Fotografien, 250 Bücher aus Rachmaninows Bibliothek und einige hundert Originalbriefe. Kleidungsstücke und andere persönliche Gegenstände runden die Sammlung ab.
Das seit 2018 kantonal denkmalgeschützte Anwesen war bis April 2022 Sitz der Serge Rachmaninoff Foundation und für Besucher nur im Rahmen von Veranstaltungen zugänglich. Im Herbst 2013 wurde bekannt, dass sich der russische Staat um den Kauf des Anwesens bemüht. 2019 herrschte immer noch Unklarheit über die weitere Verwendung der Villa. Die Rachmaninoff-Stiftung wollte sie übernehmen, konnte aber mit den Erben keine Einigung erzielen. Ende Oktober 2021 wurde die Villa zum Kulturdenkmal von nationaler Bedeutung erklärt. Im November 2021 wurde bekannt, dass der Kanton Luzern das Anwesen kaufen will. Im April 2022 schliesslich kaufte der Kanton die Liegenschaft, um sie zusammen mit der Stiftung als Kultur- und Bildungszentrum zu nutzen und der Öffentlichkeit zugänglich zu machen. Es folgte eine Sanierung von Villa und umgebendem Park. Am 1. April 2023 wurde das Bildungs- und Kulturzentrum Villa Senar eröffnet. Der Park ist seither an bestimmten Tagen während der warmen Jahreszeiten und bei guter Witterung an Wochenenden und an Feiertagen geöffnet. Besuche in der Villa sind nur bei Veranstaltungen und bei Voranmeldung möglich.